# Kaplica św. Michała Archanioła w Płocku
Kaplica pod wezwaniem św. Michała Archanioła – prawosławna kaplica cmentarna w Płocku. Należy do parafii Przemienienia Pańskiego w Płocku, w dekanacie Warszawa diecezji warszawsko-bielskiej Polskiego Autokefalicznego Kościoła Prawosławnego.
Kaplica mieści się na płockim cmentarzu prawosławnym przy ulicy Norbertańskiej 25. Wzniesiona w 1870, konsekrowana 17 października 1871. Zbudowana na planie krzyża greckiego, murowana, jednokopułowa. Wewnątrz znajduje się drewniany, jednorzędowy ikonostas.

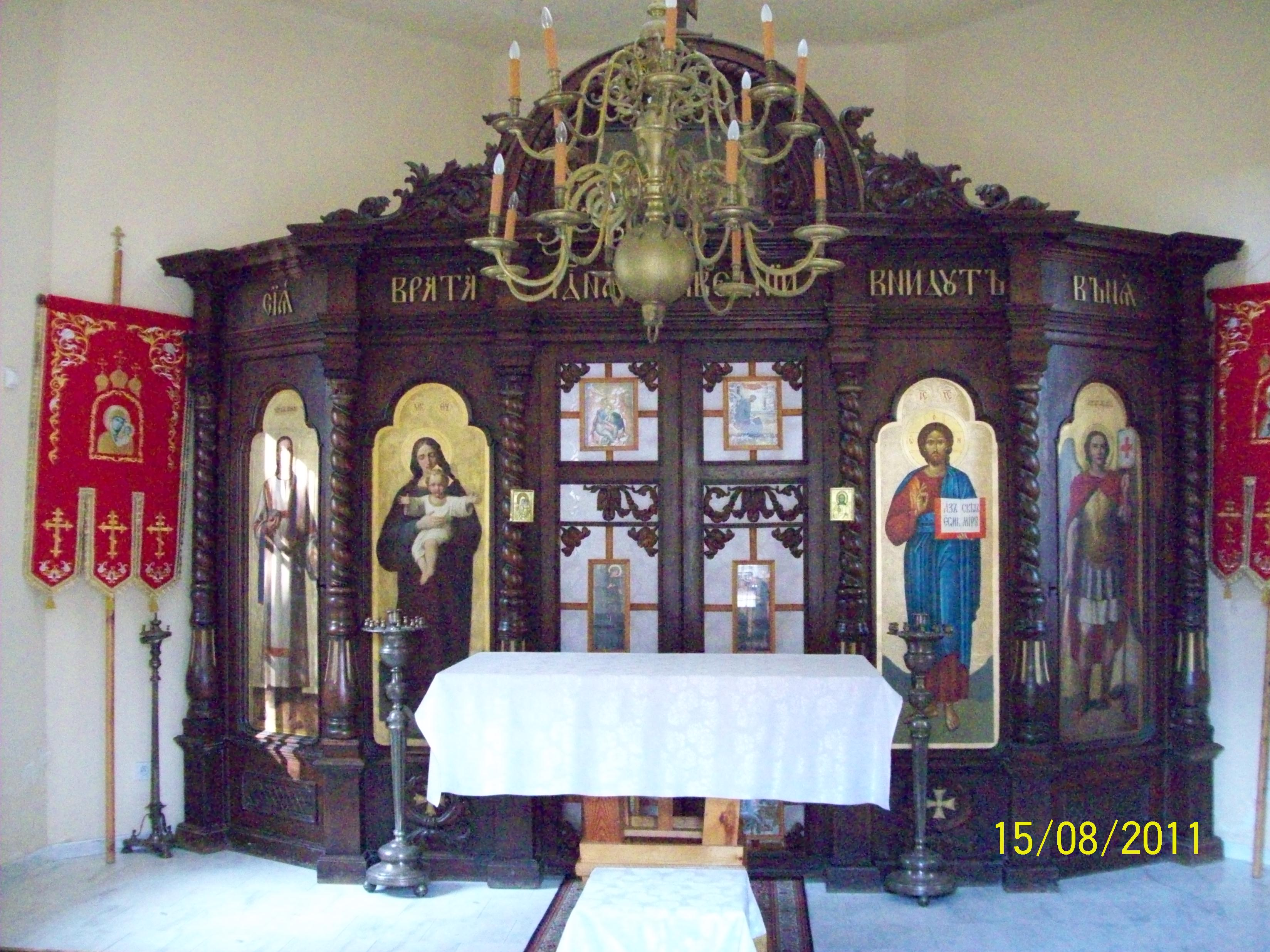
Ikonostas

W latach 1997–1998 wyremontowano wnętrze kaplicy, a także wymieniono pokrycie dachu i odnowiono kopułę. Nowy ołtarz poświęcono 7 listopada 1998. W latach 2007–2010 dokonano remontu elewacji.
Nabożeństwa w kaplicy (oprócz żałobnych i pogrzebowych) celebrowane są co drugą niedzielę w okresie od Wielkanocy do końca września.
Kaplicę wpisano do rejestru zabytków 17 kwietnia 1972 pod nr 954.